# Daboia russelii

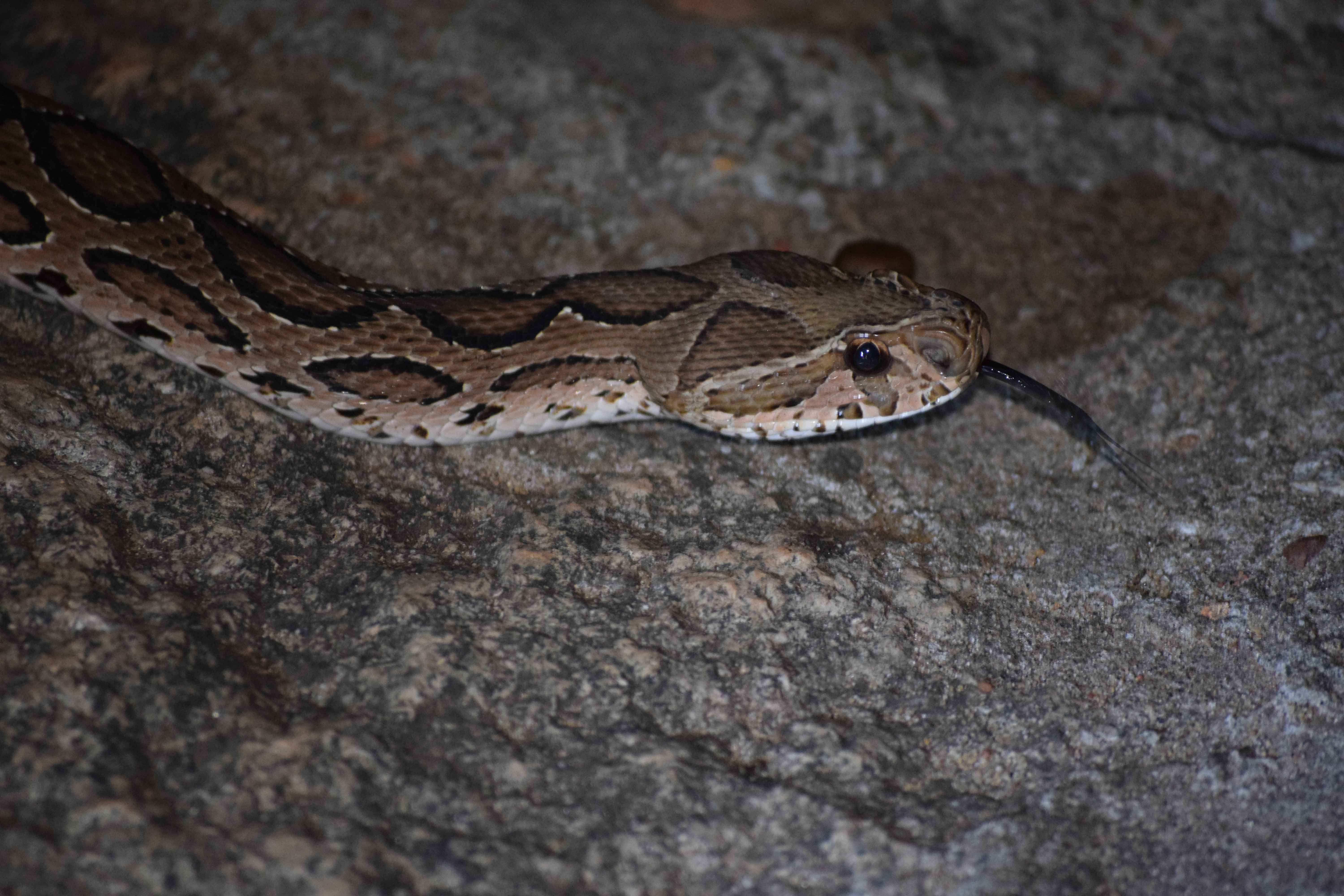
Víbora-de-russell sensando

A víbora-de-russell (Daboia russelii) é uma espécie de serpente venenosa da família Viperidae. Daboia é um género monotípico de víboras venenosas do Velho Mundo. A única espécie deste género, D. russelii, é encontrada na Ásia em todo o subcontinente indiano, grande parte do sudeste asiático, sul da China e Taiwan. O epíteto específico desta espécie foi escolhido como homenagem a Patrick Russell (1726–1805), um herpetólogo escocês que foi o primeiro a descrever muitas das serpentes indianas, e o nome do género é uma palavra hindi que significa "que permanece escondido", ou "espreitador". Além de ser uma das quatro grandes serpentes da Índia, Daboia é também um dos géneros responsável pelo maior número de incidentes e mortes por mordeduras de serpentes dentre todas as serpentes venenosas devido a vários factores, como a sua ampla distribuição geográfica, temperamento geralmente agressivo, e a sua presença frequente em zonas populosas.
Daboia russelli é vulgarmente conhecida como víbora-de-russell, entre outros nomes.

## Descrição

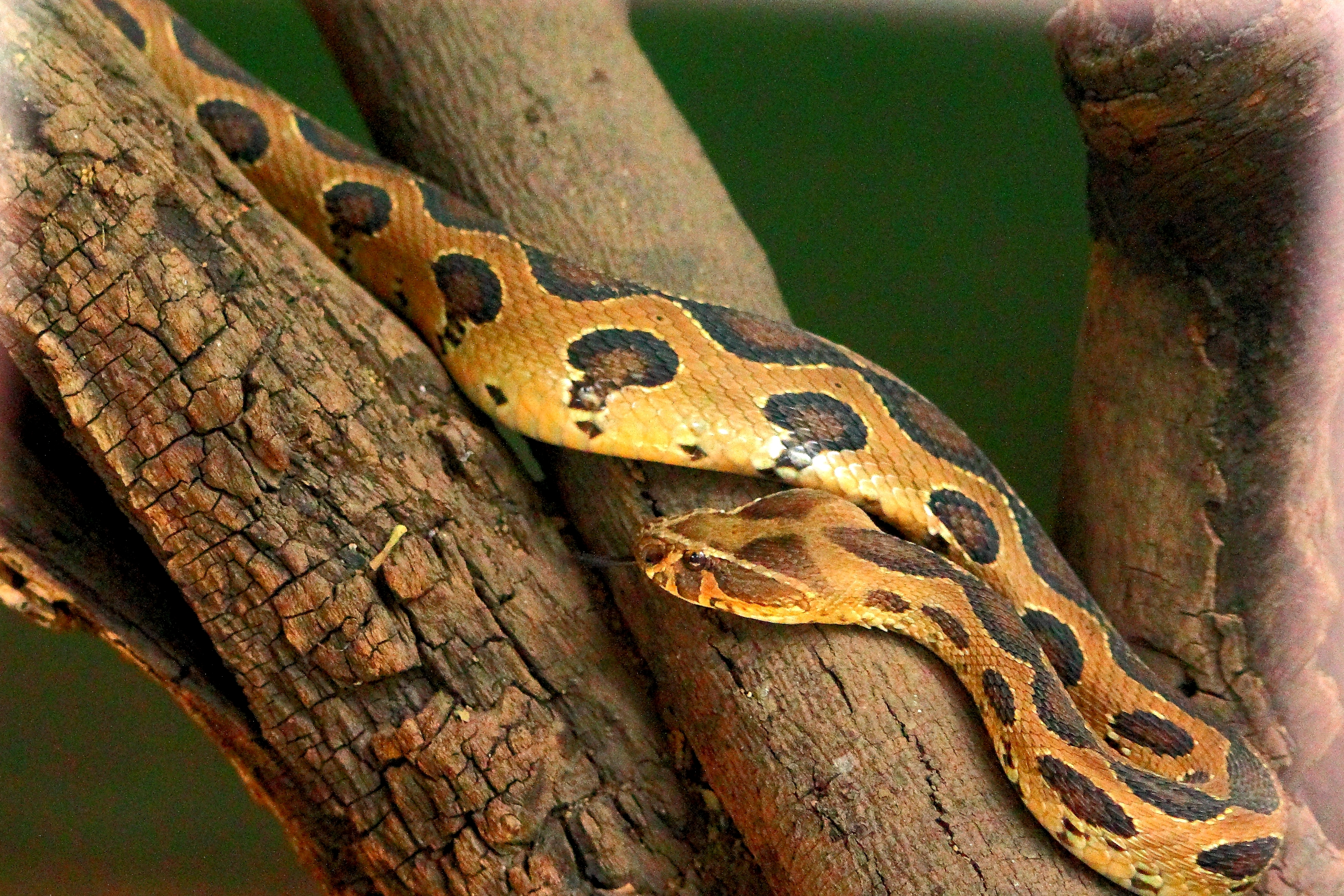
Víbora-de-russell no zoológico de Pune

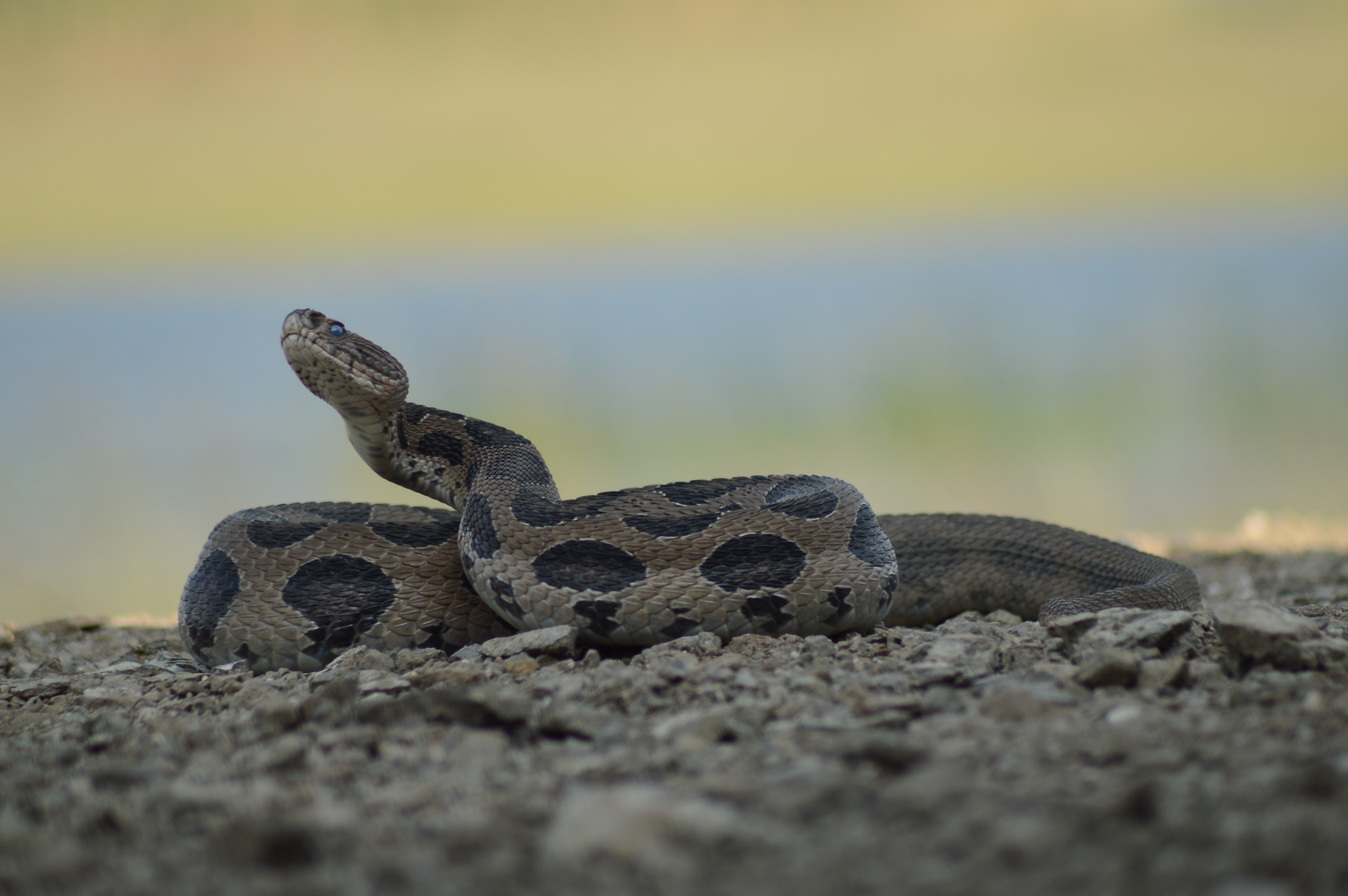

D. russelii pode atingir um comprimento total máximo (corpo + cauda) de 166 cm e 120 cm em média entre as populações asiáticas continentais, embora as populações insulares possam ser ligeriamente menores, em média. Tem constituição mais esbelta do que a maioria das víboras. Ditmars (1937) reportou as seguintes dimensões para um "espécime adulto de bom tamanho":

| Comprimento total     | 124 cm |
| Comprimento da cauda  | 18 cm  |
| Grossura              | 15 cm  |
| Largura da cabeça     | 5 cm   |
| Comprimento da cabeça | 5 cm   |

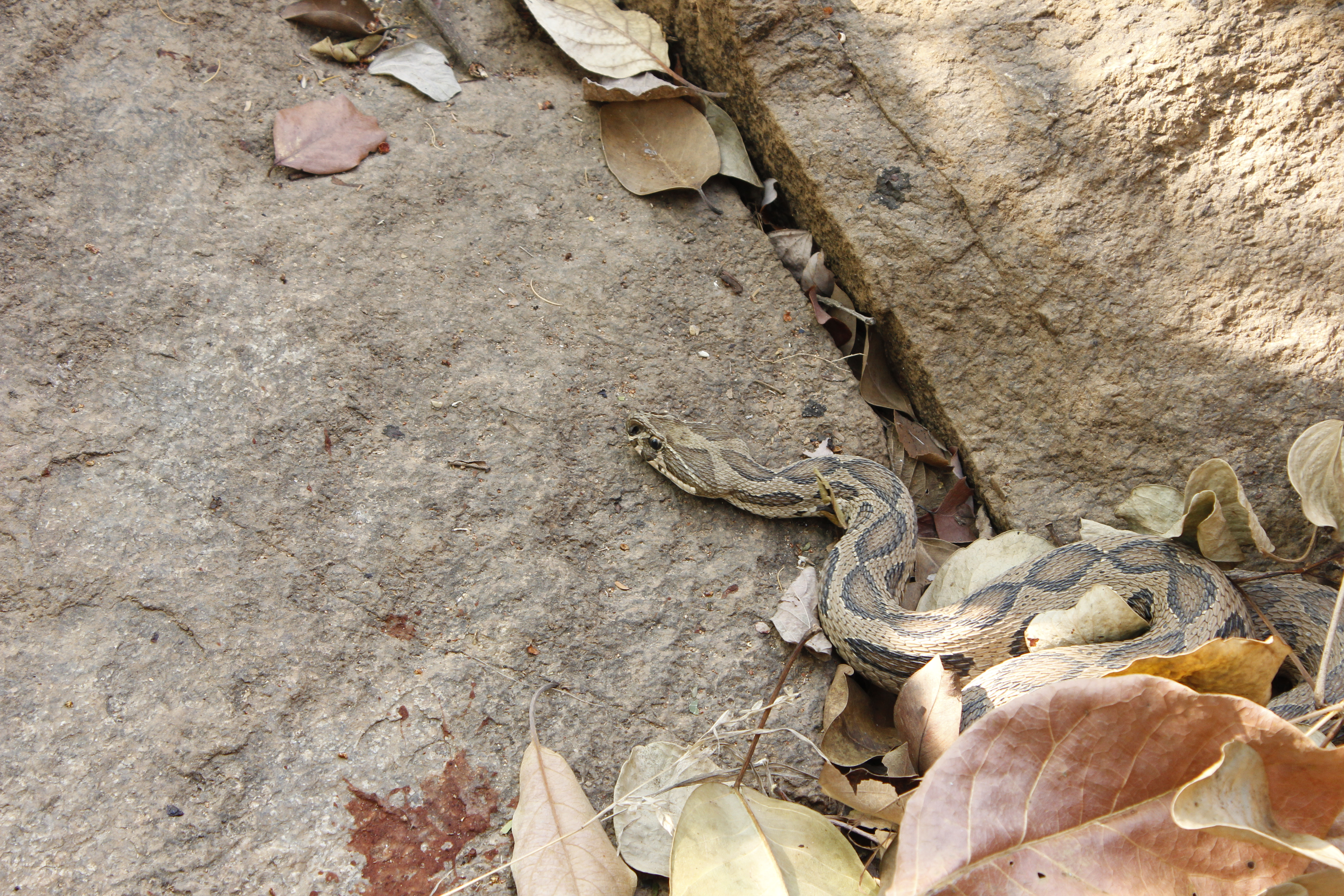
Víbora-de-russell em estado selvagem

A cabeça é achatada, triangular, e distinta do pescoço. O focinho é rombo, arredondado, e levantado. As narinas são grandes, cada uma situada no meio de uma única grande escama nasal. A orla inferior da escama nasal toca a escama nasorostral. A escama supranasal tem forma de crescente, e separa anteriormente a escama nasal da escama nasorostral. A escama rostral é larga e alta.

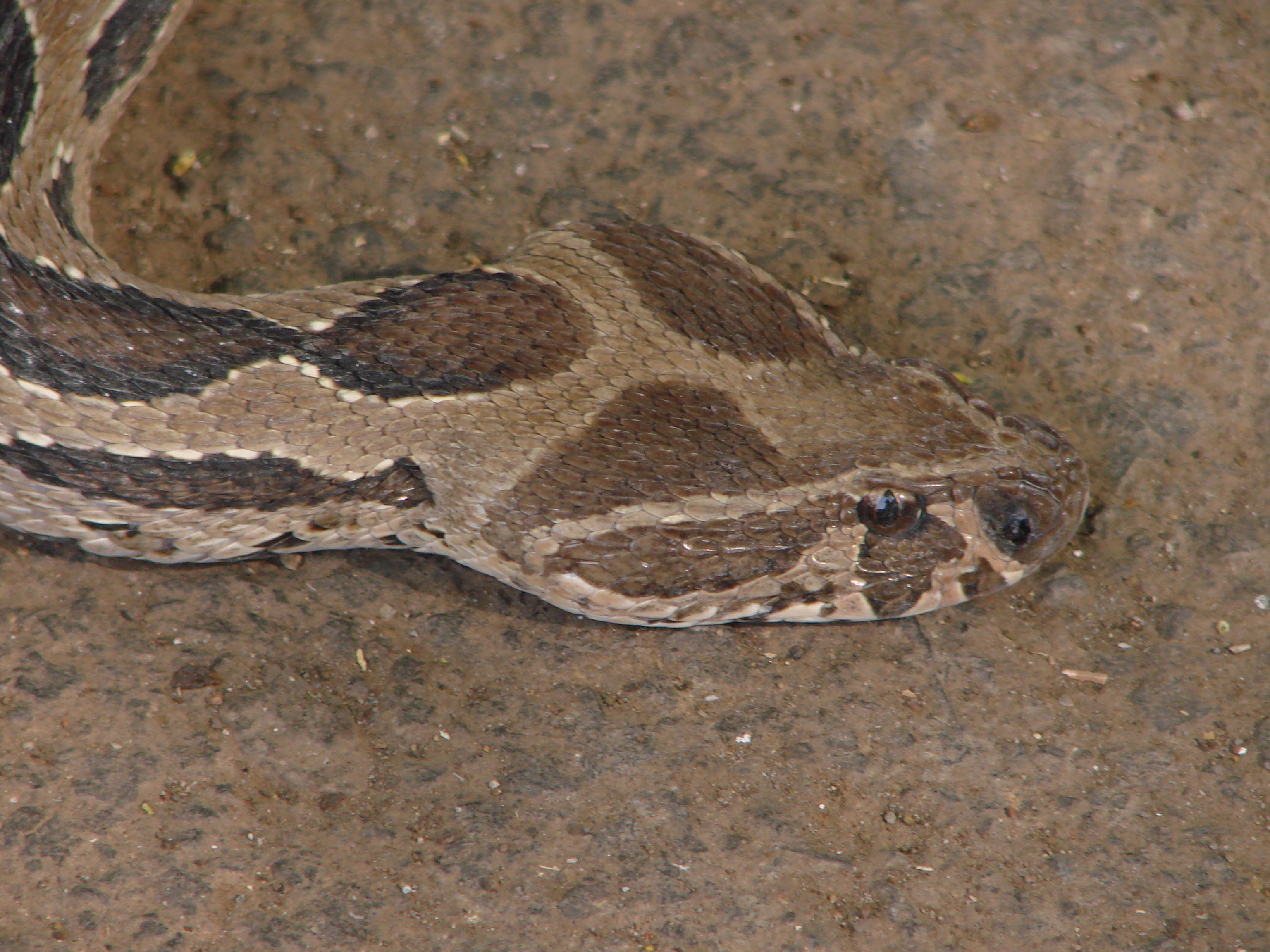
Cabeça da víbora-de-russell

A coroa da cabeça está coberta por escamas irregulares muito fragmentadas. As escamas supra-oculares são estreitas, singulares e separadas por seis a nove escamas transversais à cabeça. Os olhos são grandes, com manchas amarelas ou douradas, e rodeados por 10 a 15 escamas circum-orbitais. Esta serpente tem 10 a 12 escamas supralabiais, a quarta e quinta das quais são significativamente maiores. Os olhos são separados das escamas supralabiais por três ou quatro filas de escamas suboculares. Apresenta dois pares de escamas geniais, a quarta e quinta das quais são significativamente maiores que as demais. Os dois ossos maxilares suportam pelo menos dois e até cinco ou seis pares de presas simultâneamente: os primeiros estão activos e os demais são de substituição. As presas atingem um comprimento de 16,5 mm num espécime médio.
O corpo é grosso, e em corte transversal tem forma arredondada a circular. As escamas dorsais são fortemente enquilhadas; apenas a fila mais baixa é suave. A meio-corpo, contam-se 27 a 33 escamas dorsais. As escamas ventrais são de 153 a 180. A placa anal é indivisa. A cauda é curta, cerca de 14% do comprimento total, com escamas subcaudais emparelhadas que são de 41 a 68.
O dorso apresenta uma padrão de cores consistindo de um amarelo profundo, bronze ou castanho terroso, com três séries de manchas castanho-escuro dispostas longitudinalmente ao corpo. Cada uma destas manchas tem um anel negro em seu redor, cujo limite exterior é sublinhado com uma orla de branco ou amarelo. As manchas dorsais, que normalmente são de 23 a 30, podem crescer juntas, enquanto as manchas lateriais podem separar-se. A cabeça tem um par de manchas escuras distintivas, uma em cada têmpora, junto com uma marca em forma de X ou V de cor rosada ou acastanhada que forma um ápice na direcção do focinho. Atrás do olho tem um uma risca negra, com contorno branco ou rosado. O ventre é branco, amarelado ou rosado, frequentemente com manchas escuras dispersas de forma irregular.

## Distribução geográfica
D. russelii pode ser encontrada na Índia, Sri Lanka, Bangladesh, Nepal, Mianmar, Tailândia, Paquistão, Camboja, Tibete, China (Guangxi, Guangdong), Taiwan e Indonésia (Endeh, Flores, Java oriental, ilhas de Komodo e Lomblen). A localidade-tipo indicada é "Índia". Mais especificamente, tratar-se-ia da Costa de Coromandel, por inferência de Russell (1796).
Brown (1973) menciona que também pode ser encontrada no Vietname, Laos, e na ilha indonésia de Sumatra. Ditmars (1937) supostamente recebeu igualmente um espécime de Sumatra. Porém, a distribuição desta espécie no arquipélago indonésio, não é ainda conhecida de forma clara.
Dentro da sua zona de distribuição, pode ser muito comum em algumas áreas e escassa noutras. Na Índia, é abundante no Punjab, muito comum ao longo da costa ocidental e suas montanhas, no sul da Índia e para norte até Bengala, e Assam. É prevalente em Mianmar. É ainda comum na Tailândia na região de Pattaya e outras localidades turísticas onde as suas principais presas, os ratos, dispõem de alimento abundante.

## Habitat
A D. russelii não se restringe a um habitat particular, mas tende a evitar florestas densas. Esta serpente é encontrada sobretudo em áreas abertas com vegetação herbácea ou arbustiva, mas pode também ser encontrada em zonas de floresta secundária, em plantações florestadas e terrenos de cultivo.É comum em planícies, terras baixas costeiras, e elevações com habitat adequado. Geralmente, não é encontrada a altitudes elevadas, mas existem relatos de observações a altitudes entre os 2 300 e os 3 000 metros. Evita os ambientes húmidos, como marismas, pântanos e bosques tropicais.
Esta espécie é frequentemente encontrada em áreas urbanizadas e assentamentos rurais, sendo atraída pelos roedores comensais das populações humanas. Por esta razão, aquelas pessoas que trabalham no exterior nestas zonas correm um maior risco de ser mordidas. D. russelii não está tão associada às habitações humanas como as espécies do géneros Naja e Bungarus.

## Comportamento
D. russelii é terrestre e caça sobretudo durante a noite. Contudo, durante épocas de clima mais fresco, modifica o seu comportamento, tornando-se mais activa durante o dia.
Os indivíduos adultos são geralmente lentos excepto se forem incomodados para lá de um certo limite, a partir do qual podem tornar-se muito agressivos. Por outro lado, os juvenis são geralmente mais nervosos.
Quando ameaçadas, formam com o corpo uma série de voltas em S, erguem o primeiro terço do corpo, e produzem um silvo que é supostamente o mais forte d	entre todas as serpentes. Quando atacam desde esta posição, podem gerar uma força tal que até um indivíduo de grande tamanho pode levantar a maior parte do corpo  do solo. Estas serpentes são fortes e podem reagir de forma violenta quando agarradas. A mordedura pode ser de duração muito curta ou durar muitos segundos.
Embora este género não esteja provido dos órgãos sensíveis ao calor comuns entre os Crotalinae, é um dentre vários viperinos que podem aparentemente reagir a estímulos térmicos, o que parece apoiar a ideia de também eles possuírem um órgão sensorial sensível ao calor. A identidade deste sensor não é conhecida com certeza, mas as terminações nervosas no saco supranasal destas serpentes assemelham-se às encontradas em outros órgãos sensíveis ao calor.

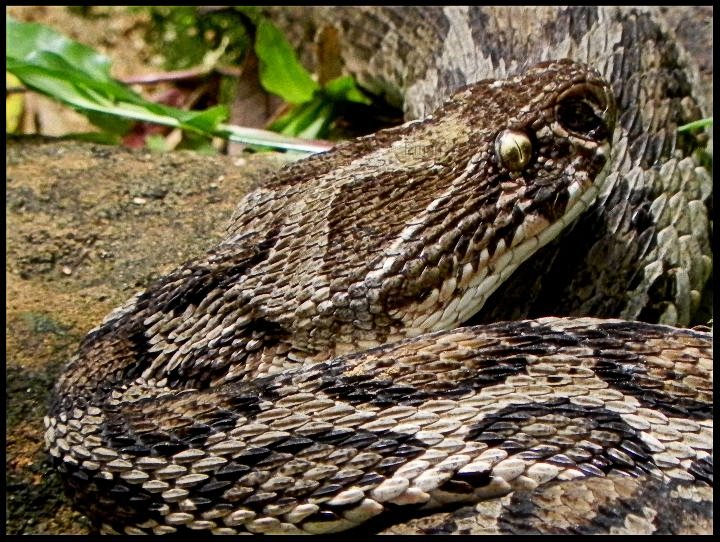
D. russelii em Bangalore, Índia

## Reprodução
D. russelii é uma espécie ovovivípara. O acasalamento ocorre geralmente no início do ano, embora as fêmeas prenhes possam ser encontradas ao longo de todo o ano. O período de gestação é maior que seis meses. Os juvenis nascem de maio a novembro, mas sobretudo entre junho e julho. São procriadores prolíficos. As ninhadas com 20 a 40 juvenis são comuns, embora o número de crias possa ser menor, inclusivamente até apenas uma. O máximo relatado é 75 crias de uma mesma ninhada. À nascença os juvenis têm comprimento total entre 215 e 260 mm. O comprimento total mínimo para uma fêma prenhe é aproximadamente 1 m. Aparentemente a maturidade sexual é atingida por volta dos 2-3 anos de idade. É conhecido um caso em que um espécime demorou quase 4,5 horas para dar à luz 11 crias.

## Presas

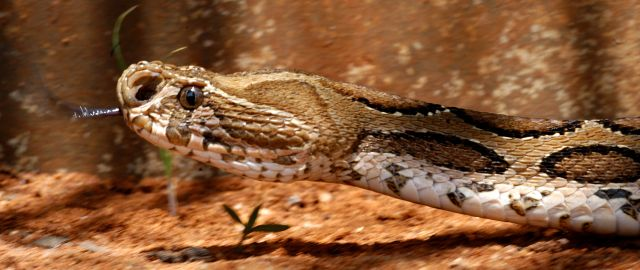
D. russelii caçando

D. russelii alimenta-se sobretudo de roedores, especialmente de espécies de murídeos. Porém, pode comer de quase tudo, incluindo ratazanas, ratos, toupeiras, esquilos, lagartos,caranguejos terrestres, escorpiões e outros artrópodes. Os juvenis têm hábitos crepusculares, alimentando-se de lagartos e buscando activamente alimento. À medida que crescem e se tornam adultos, começam a especializar-se em roedores. De facto, a presença de roedores e lagartos é a principal razão pela qual estas serpentes são atraídas a habitações humanas.
Sabe-se que os juvenis podem ser canibais.

## Mimetismo

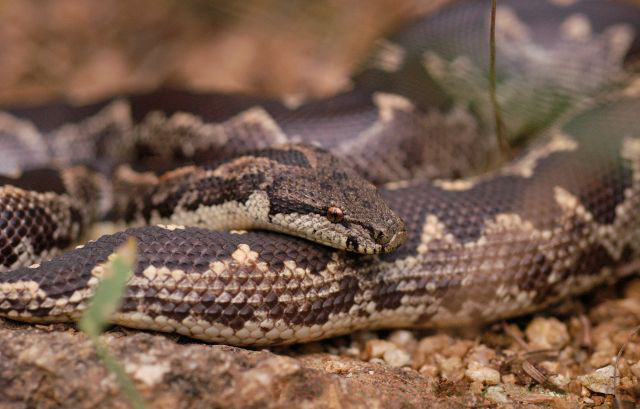
A boa-da-areia, Gongylophis conicus, possivelmente mimetiza a aparência de D. russelii.

Alguns herpetólogos crêem que como D. russelii é uma espécie bem-sucedida, e com uma reputação temível no seu ambiente natural, outra serpente mimetiza a sua aparência. Superficialmente, a boa-da-areia, Gongylophis conicus, possui um padrão de cores que frequentemente se assemelha ao de D. russelii, embora seja completamente inofensiva.

## Veneno

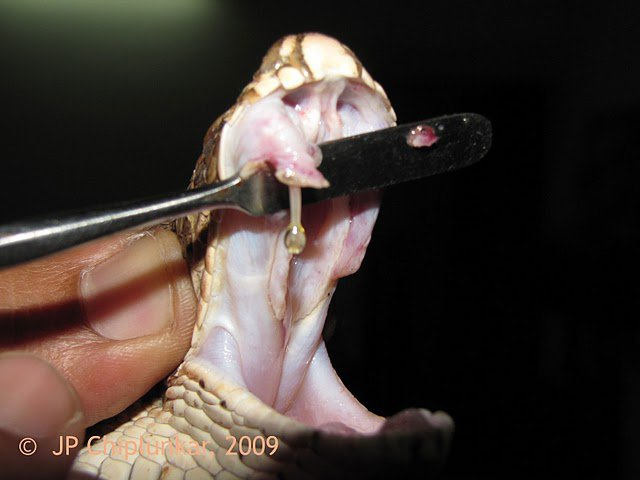
As mortais presas da Víbora-de-russell são retráteis e capazes de injetar grandes quantidades de veneno

A quantidade de veneno produzida por espécimes individuais de D. russelii é considerável. Os volumes de veneno reportados para espécimes adultos variam de 130-250 mg até 21-268 mg. Para 13 juvenis com um comprimento total médio de 79 cm, o volume médio de veneno medido foi 8-79 mg (média 45 mg).
O valor de LD50 para ratos, que é usado como possível indicador da toxicidade do veneno da serpente, é 0.133 mg/kg intravenoso, 0.40 mg/kg intraperitoneal, cerca de 0.75 mg/kg subcutâneo. Para a maioria dos humanos, uma dose letal é aproximadamente 40–70 mg. Em geral, a toxicidade depende de uma combinação de cinco fracções de veneno diferentes, sendo cada uma delas menos tóxica quando testada separadamente. A toxicidade do veneno e os sintomas produzidos pela mordedura em humanos varia dentro de uma mesma população e ao longo do tempo.
Os sintomas de envenenamento começam com dor no local da mordedura, imediatamente seguido por inchaço da extremidade afectada. Hemorragias são um sintoma comum, especialmente nas gengivas e urina, e as secreções respiratórias podem apresentar sinais de sangue vinte minutos depois da mordedura. A pressão arterial desce e o ritmo cardíaco diminui. Formam-se bolhas no local da mordedura, as quais se podem estender pelo membro afectado em casos severos. A necrose é normalmente superficial e limitada aos músculos próximos do local da mordedura, mas pode ser severa em casos extremos. Num terço de todos os casos ocorre vómito e edema facial. Em 25 a 30% dos casos não tratados ocorre também falha renal. Em casos de envenenamentos severo pode ocorrer também coagulação intravascular disseminada severa. O tratamento médico imediato e o acesso a antiveneno podem evitar ou diminuir drasticamente a probabilidade de desenvolver complicações severas potencialmente letais.
A dor severa pode durar de 2 a 4 semanas. Localmente, pode persistir dependendo do grau de danos sofridos pelo tecido. Frequentemente, o inchaço local atinge o seu máximo depois de 48 a 72 horas, afectando tanto o membro afectado como o tronco. Se ocorre inchaço do tronco 1 a 2 horas depois da mordedura, é provável que o envenenamento seja severo. A zona inchada pode apresentar descoloração devida à passagem de eritrócitos e plasma para o tecido muscular. A morte por septicemia ou por falência renal, respiratória ou cardíaca pode ocorrer entre 1 e 14 dias após a mordedura ou até mais tarde.
Um estudo publicado em The Lancet mostrava que dentre uma amostra de pessoas que sobreviveram depois de ser mordidas por D. russelii, 29% delas sofreu danos consideráveis à glândula pituitária, que mais tarde resultaram em hipopituitarismo. Outros estudos científicos apoiam a hipótese de as mordeduras de D. russelii poderem causar hipopituitarismo.
Como este veneno é tão eficaz na indução da trombose, é usado num teste de diagnóstico in vitro da coagulação sanguínea amplamente usado nos laboratórios hospitalares. Este teste é frequentemente designado ensaio do veneno da víbora-de-russell diluído. O coagulante presente no veneno activa directamente o factor X, que transforma a protrombina em trombina na presença do factor V e fosfolípido. Este teste é mais sensível que o teste TTPA na detecção do anticoagulante lúpico, pois não é influenciado por deficiências dos factores de coagulação VIII, IX ou XI.
Na Índia, o Haffkine Institute prepara um antiveneno polivalente que é usado no tratamento de mordeduras desta espécie.

## Subspécies
| Subspécies      | Autoridade         | Nome comum                                                 | Distribuição geográfica                                                                               |
| --------------- | ------------------ | ---------------------------------------------------------- | --- |
| D. r. russelii  | (Shaw, 1797)       | Víbora-de-russell-indiana                                  | Subcontinente Indiano e Sri Lanka.                                                                    |
| D. r. siamensis | (M.A. Smith, 1917) | Víbora-de-russell-oriental (às vezes tratada como espécie) | Desde Mianmar passando por Tailândia, Camboja, Indonésia e sul da China. Também encontrada em Taiwan. |

## Taxonomia
Utilizando dados morfológicos de ADN mitocondrial, Thorpe et al. (2007) obtiveram evidências de que a subespécie oriental de D. russelii deveria ser considerada como uma espécies separada, Daboia siamensis.
Várias outras subespécies podem ser encontradas na literatura, incluindo:

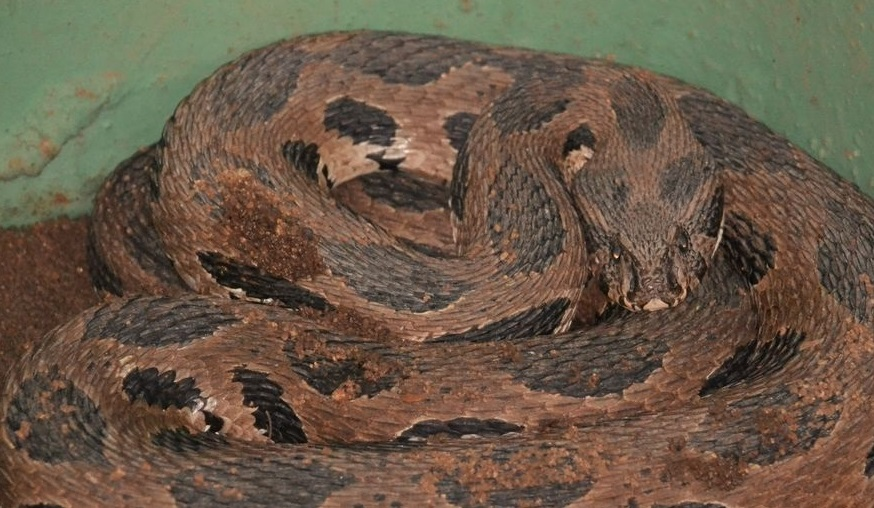
Víbora-de-russell em Pune

- D. s. formosensis (Maki, 1931) – Taiwan (considerada sinónimo de D. siamensis).
- D. s. limitis (Mertens, 1927) – Indonésia (considerada sinónimo de D. siamensis).
- D. r. pulchella Gray, 1842 – Sri Lanka (considerada sinónimo de D. r. russelii).
- D. r. nordicus (Deraniyagala, 1945) – norte da Índia (considerada sinónimo de D. r. russelii).

A ortografia do epíteto específico, russelii, tem sido, e ainda é, objecto de discussão. Shaw & Nodder (1797), na sua descrição da espécie Coluber russelii, nomearam-na em honra de Patrick Russell, mas aparentemente grafaram o nome de forma incorrecta, usando apenas um "L" em vez de dois. Russell (1727–1805) foi o autor de An Account of Indian Serpents (1796) e A Continuation of an Account of Indian Serpents (1801). McDiarmid et al. (1999) encontram-se entre aqueles que favorecem a grafia incorrecta original, citando o Artigo 32c (ii) do Código Internacional de Nomenclatura Zoológica. Outros, como Zhao & Adler (1993) favorecem russellii.
É possível que no futuro, mais espécies sejam adicionadas a Daboia. Obst (1983) fez uma revisão do género e sugeriu que deveria ser ampliado de forma a incluir  Macrovipera lebetina, Vipera palaestinae, e V. xanthina. Groombridge (1980, 1986) unificou V. palaestinae e Daboia num clado baseando-se em várias apomorfias partilhadas, incluindo a forma do focinho e o padrão de cores da cabeça. Lenk et al. (2001) encontrou apoio para esta ideia com base em evidências moleculares, sugerindo que Daboia inclua não só V. palaestinae, como também M. mauritanica e M. deserti.